# فيليب باروسو
فيليب باروسو (بالفرنسية: Philippe Barroso)‏ هو متزحلق جبال الألب فرنسي، ولد في 1 أغسطس 1955.

## وصلات خارجية
- فيليب باروسو على موقع الاتحاد الدولي للتزلج (التزلج على المنحدرات الثلجية) (الإنجليزية)
- فيليب باروسو على موقع أوليمبيديا (الإنجليزية)